# Алгоритміка
Алгоритміка (англ. agorithm design) — дисципліна, що вивчає алгоритми, структури даних та їх застосування до розв'язування задач програмування. У практичному плані алгоритміка є навчанням студента спортивного програмування.
Відрізняється від теорії алгоритмів тим що не займається пошуком доведення існування алгоритму, а займається пошуком оптимального (в основному за часом виконання), алгоритму, що розв'язує дану задачу. Якщо такий алгоритм невідомий, то намагається розв'язати задачу хоча б частково.

## Теми що вивчаються
Це список базових тем по алгоритмах. 
- Аналіз алгоритмів
- Мурашиний алгоритм
- Апроксимаційний алгоритм
- Кращий гірший та середній випадок
- Нотація великого О
- Комбінаційний пошук
- Конкурентний аналіз
- Теорія обчислюваності
- Теорія складності обчислень
- Приголомшлива паралельність
- Раптовий алгоритм
- Еволюційний алгоритм
- Швидке перетворення Фур'є
- Генетичний алгоритм
- Пошук по графу
- Евристика
- Алгоритм сходження на вершину
- Імплементація
- Лас-Вегас (алгоритм)
- Монте-Карло (алгоритм)
- Чисельні методи
- Онлайн алгоритм
- Схема приблизного поліноміального часу
- Аналіз алгоритмів
- Генератор псевдовипадкових чисел
- Квантовий алгоритм
- Увипадковлений алгоритм
- Часова складність алгоритму
- Алгоритм сортування
- Алгоритм пошуку
- Стабільний алгоритм
- Супер-рекурсивний алгоритм
- Обхід дерева

## Відомі алгоритми
- Алгоритми сортування
- Алгоритми на графах
- Алгоритми теорії чисел. (Алгоритм Евкліда та подібні)
- Алгоритми аналітичної геометрії (наприклад алгоритм Брезенхейма).

## Зноски
1. ↑  Тарануха, Володимир Юрійович; Терещенко, Василь Миколайович. Робоча програма навчальної дисципліни алгоритміка (PDF). Київський національний університет імені Тараса Шевченка. Процитовано 19 квітня 2025.